# Cigare
Pour les articles homonymes, voir cigare (homonymie).

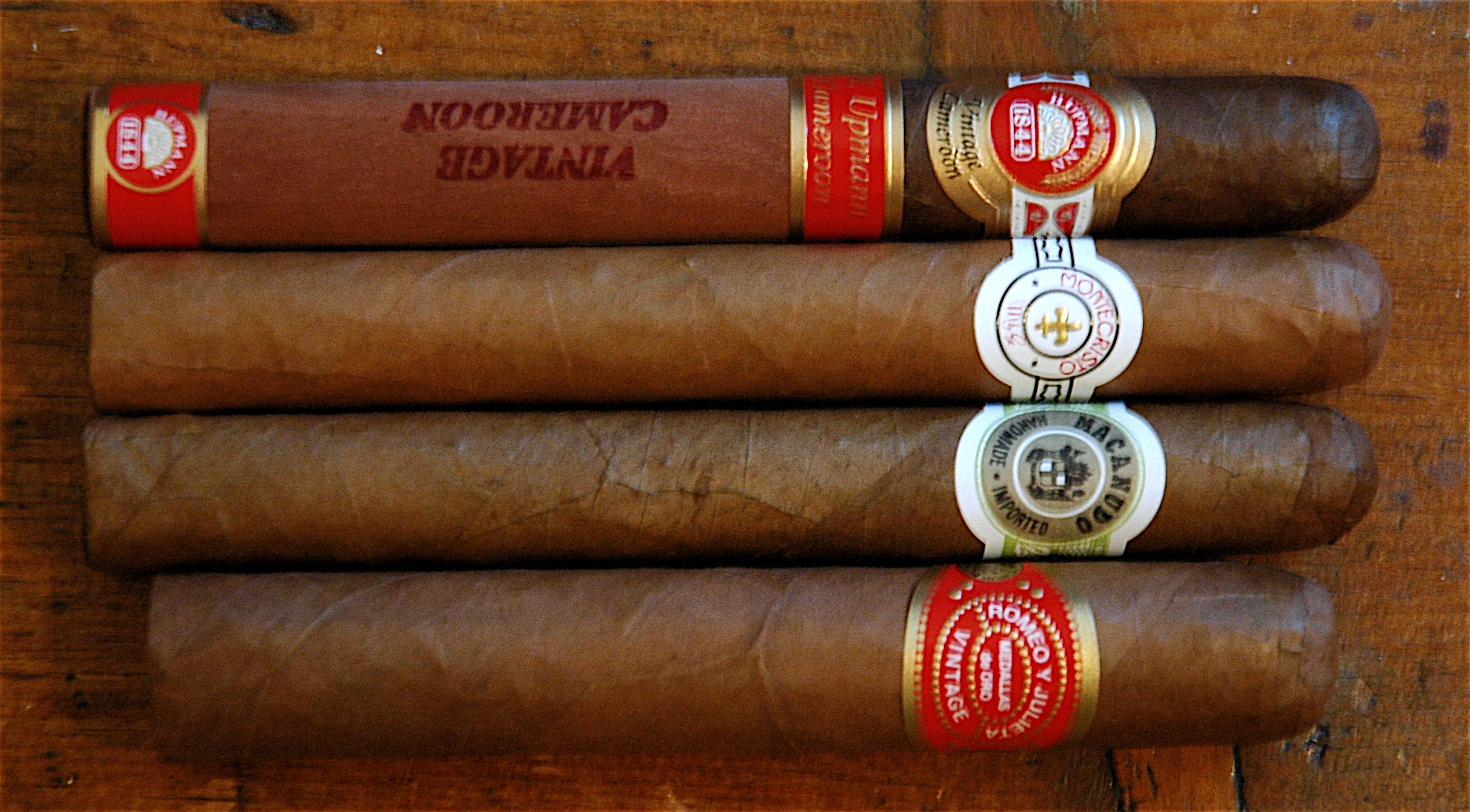
Échantillon de cigares

Un cigare est un cylindre formé de feuilles de tabac : une feuille à rouler est enroulée en spirale sur d'autres feuilles pliées, roulées (ensemble que l'on nomme « liga » ou « ligada » pour les havanes), ou hachées en petits morceaux (pour les cigares de moindre qualité). Le bout appelé « pied » est porté à incandescence, et l'autre extrémité, que l'on coupe, est appelée « tête ». Le mode de consommation vise soit à inhaler la fumée produite, soit à la garder en bouche. Comme beaucoup de substances organiques végétales, les cigares s'humidifient ou se dessèchent en prenant ou rendant de l'humidité à l'atmosphère ambiante.

## Étymologie et histoire
Le mot cigare vient du mot espagnol « cigarro », mot lui-même d'étymologie incertaine, qui pourrait venir du maya « zicar » (« fumer ») ou de l'espagnol « cigarra » (« cigale »). Par ordre de Philippe II, Hernández de Boncalo, un chroniqueur et historien pendant la conquête de l'Amérique, importa les premières graines de tabac introduites en Europe en 1559. Ces graines furent cultivées aux alentours de Tolède, dans une zone sous-nommée « los cigarrales » du fait qu'elle était souvent envahie par des cigales.

## Composition

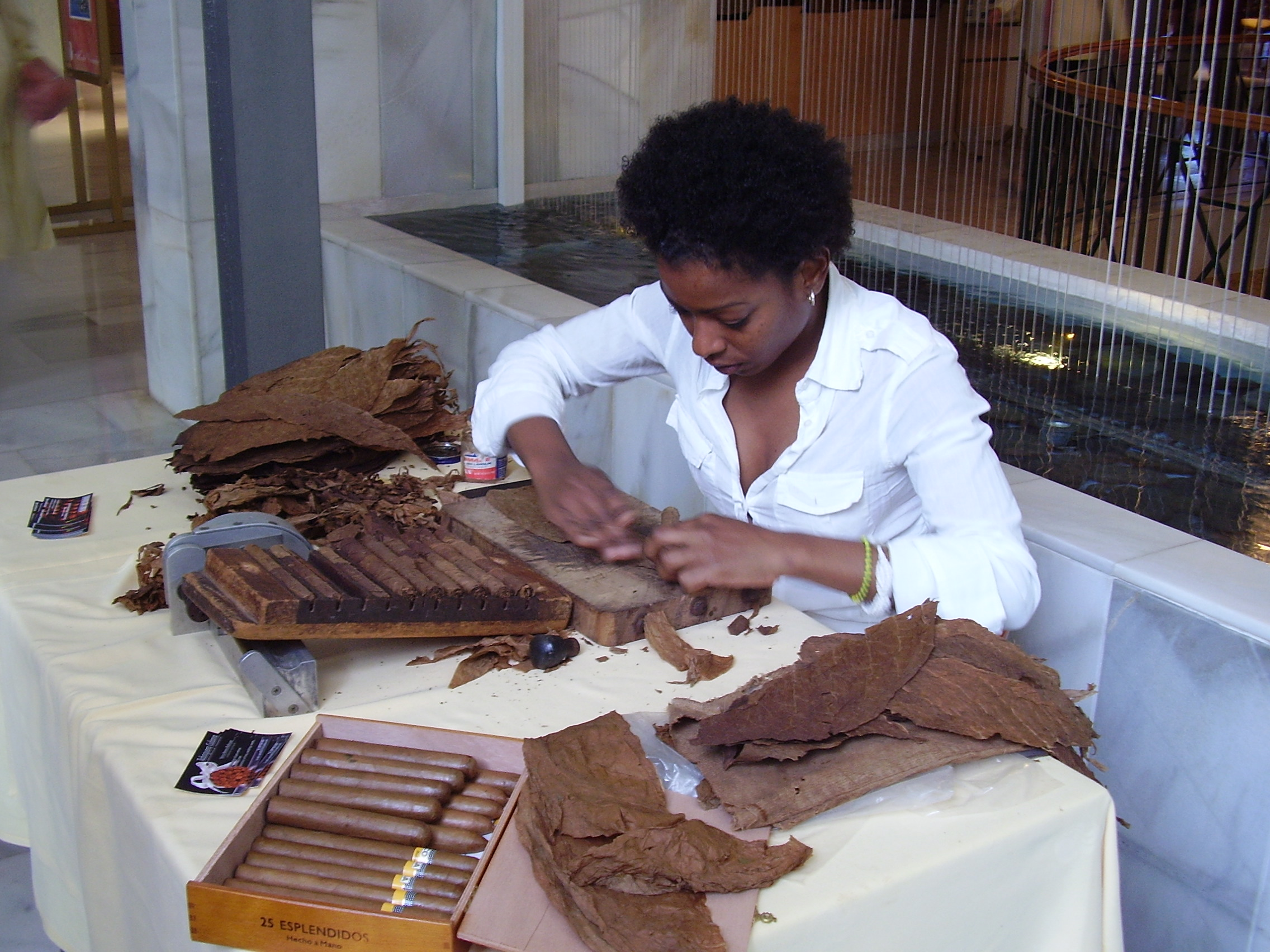
Fabrication de cigares.

Un cigare est composé de trois parties : la tripe, la sous-cape et la cape.
Les cigares dits « premium » (par exemple les habanos) ne contiennent pas d'additifs ; ils sont produits à partir d'un tabac n'ayant subi aucun traitement chimique.
La mention « non poudré » ou « non fardé » présente sur certains emballages hors du marché premium signifie que les cigares n'ont subi aucune altération de la couleur extérieure par des procédés chimiques.

### Tripe
Cœur du cigare, la tripe est constituée majoritairement de trois types de feuilles de tabac pliées ensemble qui proviennent de différentes parties de la plante : 
- le volado : assure la bonne combustion du cigare et provient de la base du pied de tabac ;
- le seco : donne l'arôme du cigare et provient de la partie médiane du pied de tabac ;
- le ligero : donne la force du cigare et provient du sommet du pied de tabac ; le fait que ce soit la partie qui reçoit le plus de soleil expliquerait la force qu'elle donne au cigare.

### Sous-cape
Feuilles intercalaires entre la tripe et la cape, elles enveloppent la tripe et se nomment aussi la « capote ». Elle peut être composée de deux demi-feuilles enroulées l'une dans un sens, l'autre dans le sens opposé pour le maintien de la tripe, ou d'une feuille unique.

### Cape
Feuille qui enrobe le cigare, elle influe sur la combustion, sur la cendre mais souligne surtout, par son esthétique, l'image de marque de la fabrique. Elle est cultivée dans plusieurs pays, notamment à Cuba principalement dans la région de Viñales, en Équateur, au Cameroun, en Indonésie, au Brésil, au Nicaragua et aux États-Unis avec la célèbre cape du Connecticut.
Contrairement à une idée qui tend à se répandre, cette feuille n'a qu'une influence minime sur le goût final du cigare, en raison de la faible importance en poids et en épaisseur de cette feuille. La tendance ancienne était d'identifier un cigare puissant par sa cape sombre et inversement pour une cape claire. C'est un critère révolu avec la généralisation des capes sombres pour des raisons commerciales.

## Classification

### Principaux terroirs

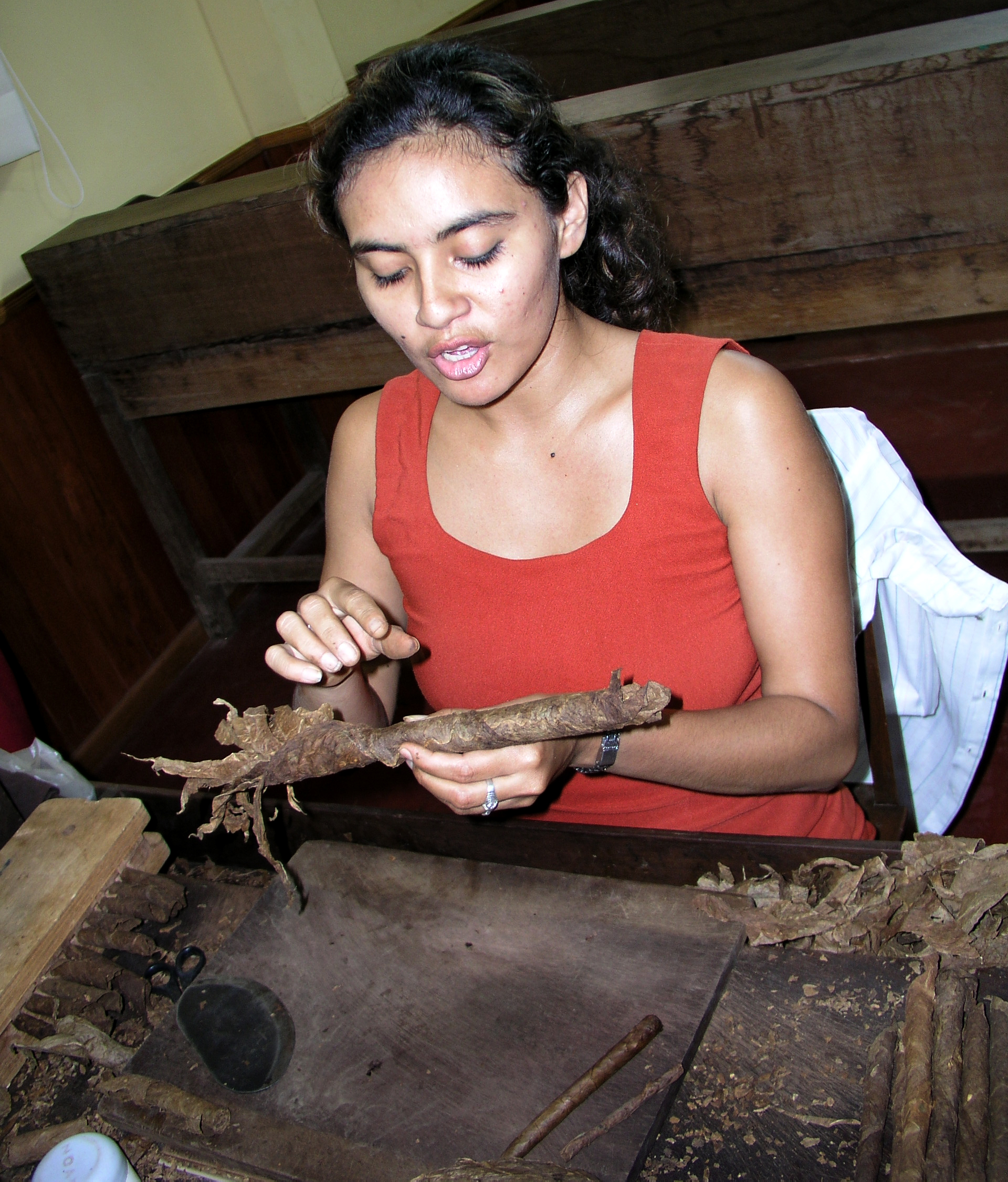
Fabrication de cigares (puros) dans la Tabacalera del Oriente à Tarapoto, Pérou.

Les tabacs utilisés pour la fabrication de cigares sont cultivés principalement à Cuba, au Cameroun, au Brésil, en République dominicaine, en Indonésie, au Nicaragua, au Honduras et aux États-Unis.
Les cigares fabriqués à Cuba (les Habanos) sont considérés par les fumeurs de cigares comme les plus fins et les plus complexes en termes de dégustation, bien qu'aujourd'hui de nombreux autres pays produisent des cigares de qualité comparable. C'est d'ailleurs dans une seule région de Cuba que sont cultivés les meilleurs plants de tabac destinés aux cigares les plus renommés. Il s'agit de La Vuelta Abajo qui se caractérise par un terroir et un climat idéal pour la culture du tabac. Tous les cigares cubains de qualité proviennent de la Vuelta Abajo.
Une production de faible volume a existé à Navarrenx, dans le Béarn (France), entre 2002 et 2020, sous la marque Navarre puis Hedon,.

### Familles
Il existe trois familles de cigares qui tiennent à leur mode de production :
- Totalmente a mano : la production la plus soignée, la tripe longue « tripa larga » (longue car les feuilles sont entières), la sous-cape ainsi que la cape sont entièrement posées à la main par un torcedor.
- Hecho a mano : la tripe est courte « tripa corta » et seules la sous-cape et la cape sont posées par le torcedor, la tripe est assemblée dans une machine.
- Máquina : Ce sont des cigares entièrement faits à la machine, pour les grosses productions ; il s'agit de la moins bonne catégorie de cigare. Il existe deux types de Máquina :
  - Máquina Tripe longue : Cas relativement rare où la feuille est entière
  - Máquina Tripe courte : Les feuilles qui composent la tripe sont hachées et mélangées ; ce sont généralement les chutes de feuilles utilisées pour la conception des « totalmente a mano » et « Hecho a mano ».

### Selon la couleur de la cape

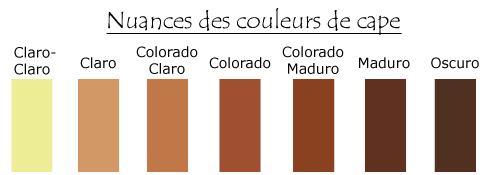
Nuancier des couleurs de cape.

Plusieurs nuances existent, dont certaines sont à peine perceptibles. Les instances cubaines via la société gouvernementale Habanos S.A comptent 92 nuances de couleur.
- Claro claro : jaune clair
- Claro : brun très clair
- Colorado claro : brun clair à brun or
- Colorado : brun moyen
- Colorado maduro : brun foncé
- Maduro : brun très foncé
- Oscuro : brun très foncé, presque noir

### Selon le module
L'appellation module d'un cigare (ou modèle) est la taille du cigare et son diamètre. Les cigares sont classés par modules ; ils respectent les dimensions exactes à leur sortie de fabrique.
|                     | Longueur (mm) | Diamètre (mm) |
| Especiales          | + de 230      | 17,7 - 19     |
| Grands Panetellas   | 190           | 14 - 15,6     |
| Doubles Coronas     | + de 180      | 19 - 20       |
| Churchills          | 160 - 170     | 17,7 - 19     |
| Lonsdales           | + de 160      | 15,6 - 17,7   |
| Figurados           | variable      | variable      |
| Grands Coronas      | 145 - 160     | 15,6- 17,7    |
| Coronas gordas      | 145 - 160     | 17,7 - 19     |
| Robustos            | - de 130      | 19 - 20       |
| Petits panatellas   | - de 120      | 14 - 15,6     |
| Demi-tasses         | - de 120      | 12,4 - 14     |
| Petits coronas      | 105 - 130     | 15,6 - 17,7   |
| Très petits coronas | - de 105      | 16 - 17       |

Les modules peuvent varier d'un terroir à un autre, c'est pourquoi les dimensions ci-dessus sont approximatives. De plus, certaines se recoupent car il existe des grands ensembles de modules dont voici une partie :
- Panatellas : petits panatellas et grands panatellas ;
- Corona : très petits coronas, petits coronas, grands coronas, lonsdales.

### Saveurs
Comme les vins, les cigares possèdent différents arômes, dont certaines caractéristiques reviennent plus souvent comme boisé, épicé, terreux, cuir, mielleux, végétal ou floral. D'une manière générique, il existe sept catégories d'arômes (dominantes) identifiés dans la fumée du cigare : végétal, animal, épicé, empyreumatique, balsamique, terreux et pâtissier. Ces arômes se développent principalement sur les trois tiers du cigare que l'on appelle le « foin » (1er tiers), le « divin » (2e tiers) puis le « purin » (3e tiers).
Chaque dominante peut se décomposer en sous-dominantes secondaires. Exemple : végétal, se décompose en végétal sec, végétal humide, végétal en décomposition. Il a été identifié une quarantaine de sous-dominantes ; les plus importantes dans le domaine du végétal, du balsamique, de l'épice - le terreux étant moins bien représenté (tourbe, boue...). Ces arômes sont présents tout au long de la vie du cigare, à partir du moment où il est conservé dans de bonnes conditions. On parle alors d'une véritable signature aromatique.

## Vocabulaire et accessoires

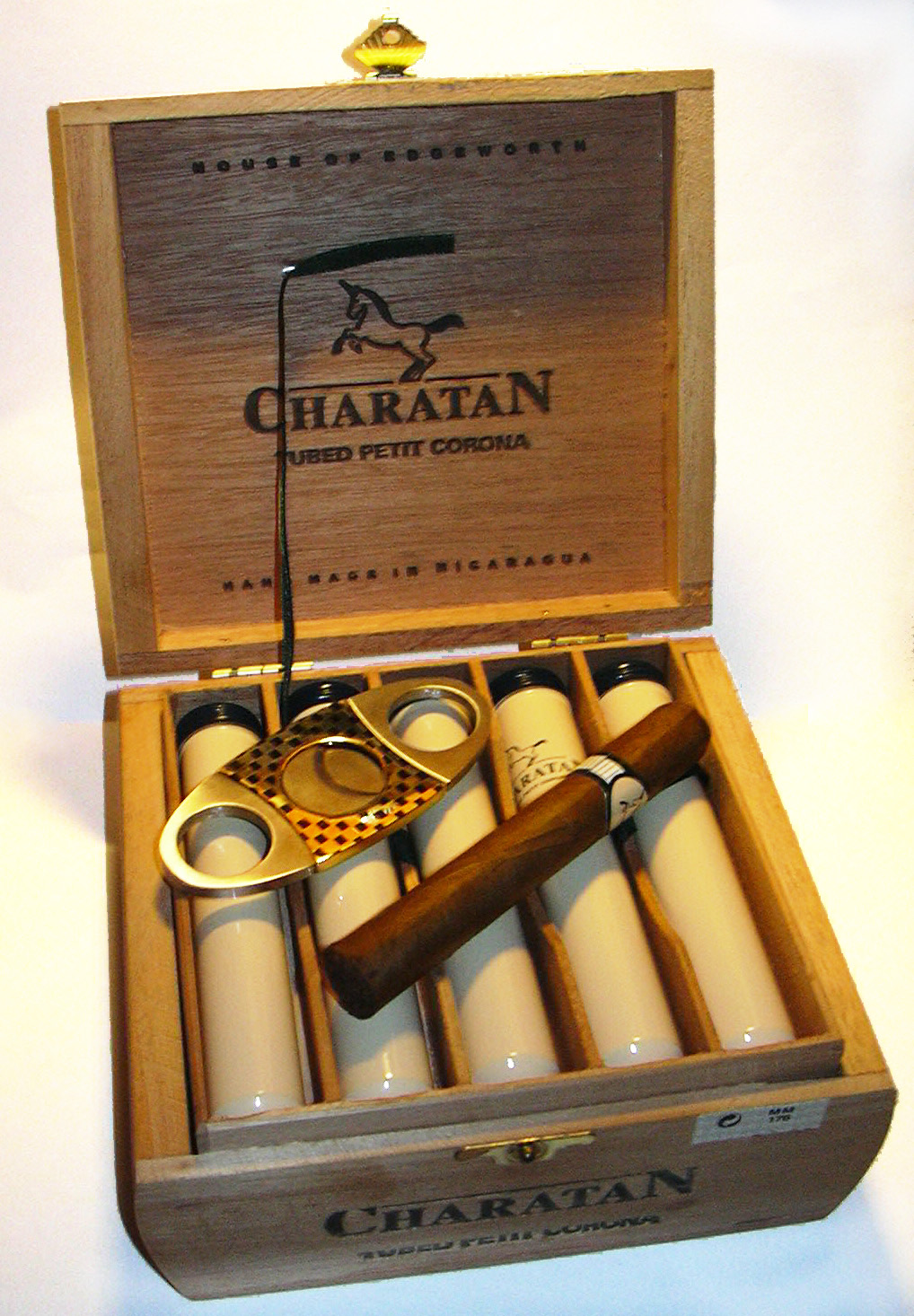
Boîte à cigares avec coupe-cigare type « guillotine ».

Il existe de nombreux mots spécifiques au monde du cigare ; en voici une liste non exhaustive :
- Bague : anneau de papier qui décore les cigares (un collectionneur de bagues de cigare est un vitolphiliste)
- Casa de tabaco : lieu où les feuilles de tabac sèchent après leur récolte
- Cepo : instrument qui sert au « torcedor » à contrôler le diamètre de ses « vitoles »
- Figurado : nom de tout cigare dont le corps n'est pas cylindrique
- Module : mot désignant un cigare par son format et sa forme
- Puro : se dit d'un cigare dont la tripe, la sous-cape et la cape sont composées par un tabac de même origine
- Torcedor(a) : ouvrier(ère) qui roule les cigares
- Veguero : paysan qui cultive le tabac
- Vista : gravure qui décore les boîtes et les bagues de cigare
- Vitole : nom qui prend en compte le module, la marque et la ligada ; Montecristo no 4, par exemple, est une vitole.
- La cave à cigares : c'est une boite dont l'intérieur est en cèdre d'Espagne qui permet la conservation des cigares à la bonne humidité, elle contient un humidificateur le plus souvent en mousse pour composition florale humide, cette mousse est imbibée d'Eau déminéralisée.
- Le coupe-cigares : c'est un outil qui permet l'ouverture du cigare pour sa consommation, il en existe de plusieurs types produisant des entailles différentes à la tête du cigare.
- Un fume-cigare est un accessoire en forme de tube légèrement évasé, à l’extrémité duquel on insère un cigare de manière à le fumer sans qu’il ne touche aux lèvres. La personne qui l'utilise aspire alors à travers l'embout du fume-cigare.

## Modalités de consommation

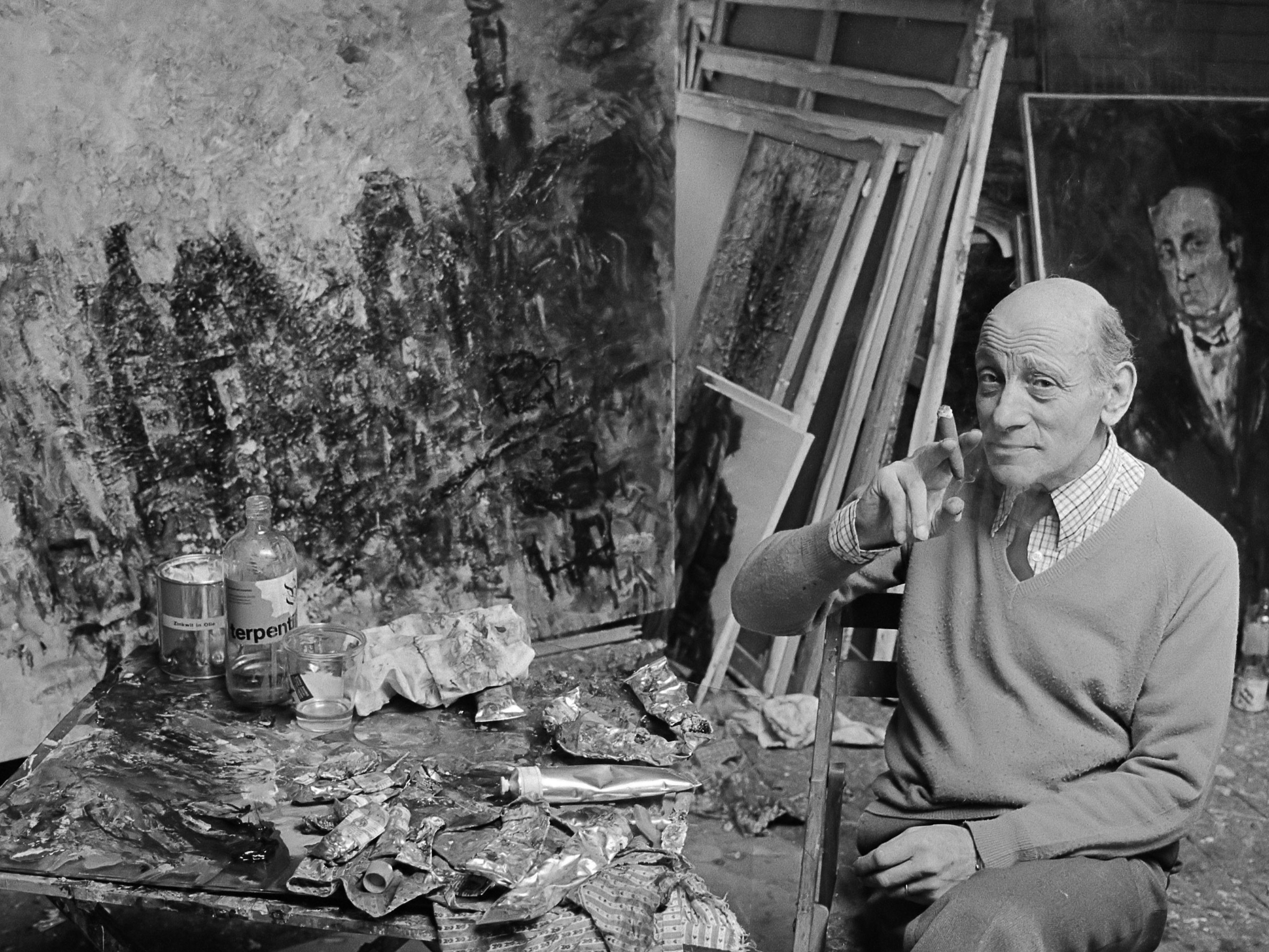
Anton Buytendijk fumant un cigare dans son atelier (1983).

La consommation du cigare peut impliquer un rituel particulier de la part du fumeur. Le consommateur peut commencer par couper le cigare au niveau de la tête à l'aide d'une guillotine ou d'un autre instrument à tranchant net, puis en sent la cape avant de déguster « à cru », c’est-à-dire avant l'allumage, et finit par l'allumer.
Pour fumer un cigare, le consommateur tire une bouffée de fumée dans sa bouche. Certains fumeurs inhalent la fumée, en particulier avec les petits cigares. Le fumeur peut faire tourner la fumée dans sa bouche avant de la souffler, et peut expirer une partie de la fumée par le nez pour distinguer les arômes. La consommation du cigare peut s'étaler sur plusieurs heures.
Contrairement à la cigarette, la fumée du cigare ne doit pas s'inhaler. L'amateur de cigare cherchera à détecter les arômes du cigare, son goût en conservant la fumée quelques secondes dans sa bouche avant de la recracher. Un fumeur de cigare n'ira pas chercher une dose de nicotine, mais simplement un moment de détente, des arômes et des saveurs. La fumée étant plus chaude et plus dense que celle d'une cigarette, inhaler la fumée d'un cigare peut provoquer un quinte de toux et des nausées.

### Coupe
La plupart des cigares possèdent une tête recouverte et fermée qui nécessite une coupe précise pour permettre un tirage adéquat. Cette coupe doit être nette et droite, effectuée à environ 3 mm de la base de la tête. La forme de la tête du cigare, qu’elle soit arrondie ou conique, influence le diamètre de l’ouverture et, par conséquent, la qualité de la fumée et la facilité du tirage. Bien que la méthode de coupe relève souvent de la préférence personnelle, plusieurs outils sont à disposition pour effectuer cette tâche. Le plus courant est le coupe-cigare de type guillotine, mais il existe également d’autres variétés comme le coupe-cigare à double lame, qui assure une coupe plus précise et moins susceptible d'endommager le cigare. L’emporte-pièce, qui perce un trou rond dans la tête du cigare, et les ciseaux spéciaux pour cigares, qui permettent une coupe personnalisée et élégante, sont d’autres options populaires.
Certains cigares, notamment ceux produits à Cuba, sont pré-coupés. Pour ces cigares, il suffit d'enlever la cape qui recouvre la tête pour préparer le cigare à un tirage optimal. Ces pré-coupes visent à simplifier la préparation du cigare tout en préservant sa structure et son intégrité.

### Allumage
Le cigare s'allume à son pied avec de préférence une allumette longue ou un briquet voire un briquet-chalumeau à une ou plusieurs flammes bleues (pas de bougie ni de briquet à pétrole qui en gâcheraient le goût), le cigare tenu en main et non porté à la bouche. Une fois l'incandescence satisfaisante au niveau du foyer (de préférence avec le plus de braisettes possible sur le pied du cigare), le fumeur souffle légèrement dessus pour harmoniser la braise puis porte le cigare en bouche pour aspirer les bouffées de tabac.

## Effets sur la santé
Outre l'effet sur l'entourage du tabagisme passif, fumer le cigare comporte des risques pour la santé du consommateur, notamment de cancers, de maladies cardiovasculaires et de bronchite chronique. L'arrêt du tabac permet de diminuer les risques.

### Addiction
La plupart des cigares contient une quantité de nicotine équivalente à plusieurs cigarettes (jusqu'à 20). La nicotine contenue dans un cigare est absorbée par voie pulmonaire en cas d'inhalation, sinon plus lentement par voie buccale. Quel que soit le mode de consommation, il existe un risque d'addiction, d'un niveau similaire à celui lié à la consommation de cigarettes.

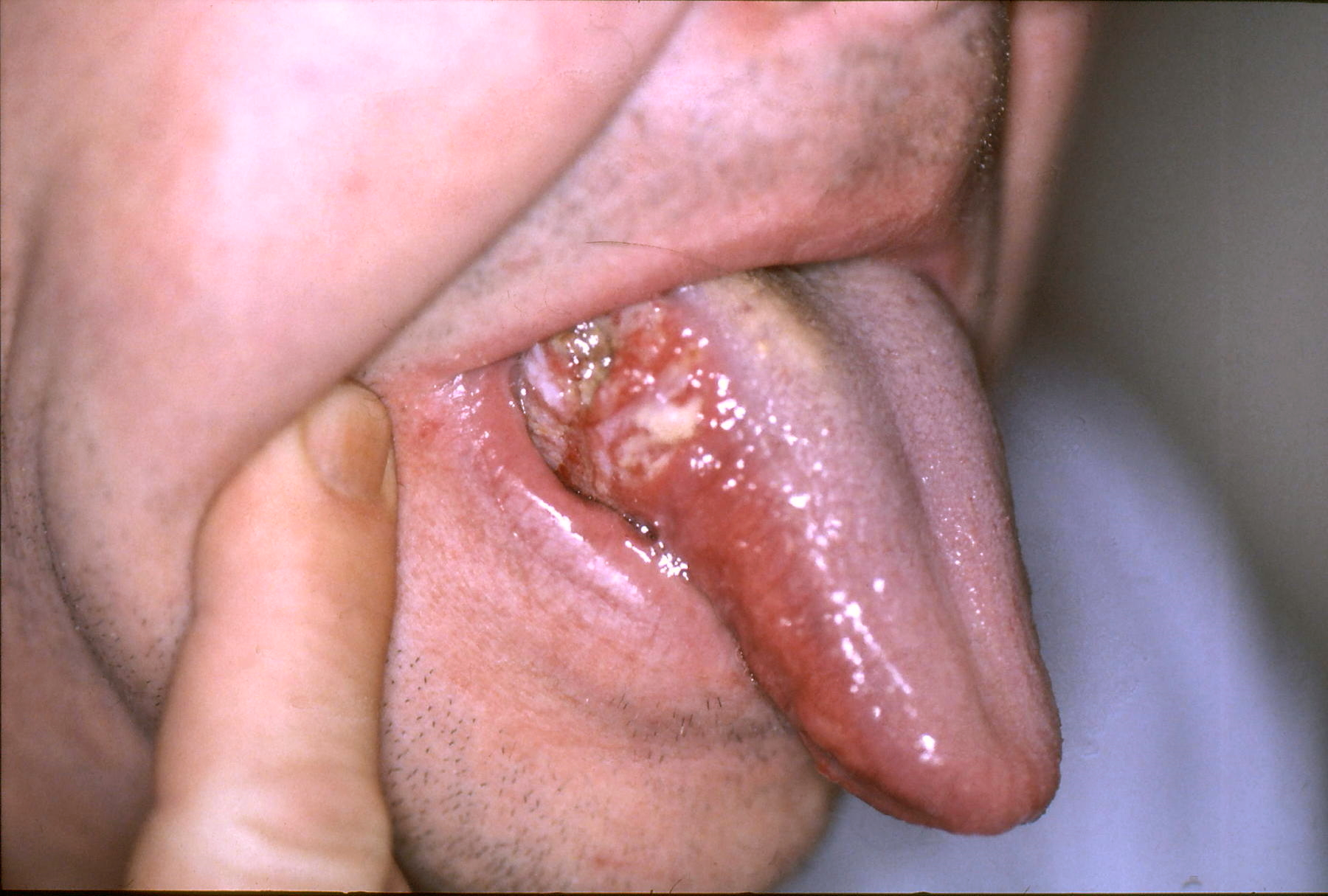
Cancer de la langue

### Cancer
La consommation de cigare comporte un risque de décès lié au cancer. Le risque de survenue de plusieurs cancers est ainsi augmenté : cancer du poumon, cancer des voies aérodigestives supérieures (comme le cancer de la bouche ou le cancer du larynx), cancer de l'œsophage, cancer de la vessie, cancer du pancréas et cancer de l'estomac.
Les consommateurs qui n'inhalent pas sont relativement moins exposés au risque de cancer des poumons, bien que celui-ci soit plus élevé que la normale. Comparativement à la cigarette, le risque de décès est comparable en cas de niveau de consommation élevée, et le risque de cancer des voies aérodigestives supérieures ou de l'œsophage est similaire.

### Autres risques
La consommation de cigare expose à un risque de survenue de maladies pulmonaires comme l'emphysème ou la bronchite chronique, notamment pour les consommateurs qui inhalent. Le risque de maladies cardiovasculaires (infarctus du myocarde, accident vasculaire cérébral) est plus élevé que la normale. Chez l'homme, il existe un risque d'impuissance.
La consommation de cigare augmente le risque de trouble de la vue, en rapport avec la cataracte et la dégénérescence maculaire liée à l'âge. Elle favorise également des pathologies buccales comme la maladie parodontale et la perte dentaire.

### Pour l'entourage
La consommation de cigare comporte pour l'entourage un risque de tabagisme passif. Celui-ci est plus important au cours de la consommation d'un cigare comparativement à une cigarette, car : d'une part, un cigare contient plus de tabac et se consume donc plus lentement ; d'autre part, sa fumée contient plus de toxines en raison de différences dans le contenu du tabac et sa combustion.

## Arts
- L'art vitole consiste en l'assemblage de bagues de cigares, pour constituer un dessin ou un tableau[9].
- L'opéra Carmen de Georges Bizet a popularisé l'une des étapes de la fabrication des cigares et a créé un mythe : les cigares seraient « roulés sur les cuisses ». Ce mythe est repris dans l'Eurydice de Jean Anouilh. En réalité, au moment de la sélection des feuilles (et notamment pendant la partie qui consiste à enlever la nervure centrale de la feuille de tabac – voir l'article Habano), les feuilles sont « posées » sur les cuisses des ouvriers, qui sont le plus souvent des femmes.
- Dans la série Futurama , le personnage Bender est un grand amateur de cigares.
- Dans Les Cigares du Pharaon, épisode de bande dessinée des Aventures de Tintin, le héros enquête sur un trafic d'opium international, où la drogue est cachée dans des cigares.